# Championnat du pays de Galles féminin de football 2021-2022
Navigation
Édition précédente Édition suivante
La saison 2021-2022 du Championnat du pays de Galles féminin de football, Adran Premier, est la treizième saison du championnat. Le Swansea City Ladies Football Club vainqueur du championnat précédent remet son titre en jeu, il remporte de nouveau le championnat, c'est son troisième titre consécutif.

## Organisation
Le championnat est complètement refondu après la saison 2020-2021 très réduite à cause la pandémie de Covid-19.
La Fédération galloise de football annonce à la fin de saison une restructuration des compétitions nationales, avec un premier niveau national et un deuxième niveau régional. Les clubs admis en première division sont choisis sur des critères « sportifs, de viabilité financière, de ressources humaines et de marketing », ce qui donne des relégations à contre-sens des résultats sportifs : Abergavenny (4e),  Briton Ferry Llansawel (7e et Cascade YC (8e) sont relégués.
La compétition s'organise en une poule de championnat dans laquelle chaque équipe rencontre deux fois chacune de ses opposantes, une fois à domicile et une fois à l’extérieur, ensuite le championnat est scindé en deux, les quatre premiers jouant pour le titre en emportant les points acquis lors de la première phase.

## Participantes
Ce tableau présente les huit équipes qualifiées pour disputer le championnat 2021-2022. On y trouve le nom des clubs, le nom des entraîneurs et leur nationalité, la date de création du club, l'année de la dernière montée au sein de l'élite, le nom des stades ainsi que la capacité de ces derniers.
| \| Cardiff Met Swansea City Cardiff City PT Aberystwyth Pontypridd TNS Barry Town United \| Localisation des clubs engagés dans le championnat. |
| Cardiff Met Swansea City Cardiff City PT Aberystwyth Pontypridd TNS Barry Town United                                                           |

| Nom du club                            | Entraîneur      | Date de création | Dernière montée | Stade                           | Capacité |
| -------------------------------------- | --------------- | ---------------- | --------------- | ------------------------------- | -------- |
| Swansea City Ladies Football Club      | Chris Church    |                  | 2011            | Llandarcy Academy of Sport      | 2 000    |
| Cardiff City Football Club             | Iain Darbyshire |                  | 2012            | Leckwith Athletics Stadium      |          |
| Cardiff Met Women's Football Club      | Kerry Harris    |                  | 2011            | Cardiff Metropolitan University |          |
| Aberystwyth Town Ladies Football Club  | Gavin Allen     |                  | 2009            | Park Avenue                     |          |
| Port Talbot Town Ladies Football Club  | Hayley Williams |                  | 2012            | The Genquip Stadium             |          |
| Barry Town United Ladies Football Club |                 |                  | 2021            |                                 |          |
| Pontypridd Town Ladies Football Club   |                 |                  | 2021            |                                 |          |
| The New Saints Football Club Women's   |                 |                  | 2021            |                                 |          |

## Compétition

### Classements

#### Première phase
| Rang | Équipe                     | Pts | J  | G  | N | P  | Bp | Bc | Diff |
| ---- | -------------------------- | --- | -- | -- | - | -- | -- | -- | ---- |
| 1    | Swansea City Ladies T      | 40  | 14 | 13 | 1 | 0  | 43 | 3  | +40  |
| 2    | Cardiff Met                | 36  | 14 | 12 | 0 | 2  | 54 | 14 | +40  |
| 3    | Cardiff City C             | 30  | 14 | 10 | 0 | 4  | 44 | 17 | +27  |
| 4    | Aberystwyth Town Ladies    | 20  | 14 | 6  | 2 | 6  | 14 | 26 | -12  |
| 5    | Pontypridd Town Ladies P   | 14  | 14 | 4  | 2 | 8  | 14 | 25 | -11  |
| 6    | Barry Town United Ladies P | 9   | 14 | 3  | 0 | 11 | 21 | 47 | -26  |
| 7    | Port Talbot Town Ladies    | 9   | 14 | 3  | 0 | 11 | 14 | 46 | -32  |
| 8    | The New Saints FCW P       | 7   | 14 | 2  | 1 | 11 | 13 | 39 | -26  |

| Légende : Qualifications et relégations | Légende : Qualifications et relégations |
| --------------------------------------- | --- |
|                                         | Qualification poule championnat |
|                                         | Relégation en deuxième division (hors critères sportifs) |
|                                         | T : Tenant du titre P : Promu C : Vainqueur de la Coupe du pays de Galles féminine 2021-2022 L : Vainqueur de la Coupe de la Ligue du pays de Galles féminine 2021-2022 |

#### Poule championnat
| Rang | Équipe                  | Pts | J  | G  | N | P  | Bp | Bc | Diff |
| ---- | ----------------------- | --- | -- | -- | - | -- | -- | -- | ---- |
| 1    | Swansea City Ladies T   | 51  | 20 | 16 | 3 | 1  | 58 | 12 | +46  |
| 2    | Cardiff Met L           | 47  | 20 | 15 | 2 | 3  | 65 | 19 | +46  |
| 3    | Cardiff City C          | 40  | 20 | 13 | 1 | 6  | 54 | 26 | +28  |
| 4    | Aberystwyth Town Ladies | 21  | 20 | 6  | 3 | 11 | 18 | 41 | -23  |

| Légende : Qualifications et relégations | Légende : Qualifications et relégations |
| --------------------------------------- | --- |
|                                         | Ligue des champions féminine de l'UEFA 2022-2023 |
|                                         | T : Tenant du titre P : Promu C : Vainqueur de la Coupe du pays de Galles féminine 2022-2023 L : Vainqueur de la Coupe de la Ligue du pays de Galles féminine 2021-2022 |

#### Poule de classement
| Rang | Équipe                     | Pts | J  | G | N | P  | Bp | Bc | Diff |
| ---- | -------------------------- | --- | -- | - | - | -- | -- | -- | ---- |
| 1    | Pontypridd Town Ladies P   | 20  | 20 | 6 | 2 | 12 | 24 | 38 | -14  |
| 2    | The New Saints FCW P       | 19  | 20 | 6 | 1 | 13 | 26 | 46 | -20  |
| 3    | Barry Town United Ladies P | 18  | 20 | 6 | 0 | 14 | 31 | 57 | -26  |
| 4    | Port Talbot Town Ladies    | 18  | 20 | 6 | 0 | 14 | 21 | 56 | -35  |

| Légende : Qualifications et relégations | Légende : Qualifications et relégations                  |
| --------------------------------------- | -------------------------------------------------------- |
|                                         | Relégation en deuxième division (hors critères sportifs) |
|                                         | T : Tenant du titre P : Promu                            |

## Bilan de la saison
| Championnat du pays de Galles féminin de football 2021-2022                        |                                |
| Champion                                                                           | Swansea City Ladies (6e titre) |
| Dauphin                                                                            | Cardiff Met                    |
| Coupes et trophées                                                                 |                                |
| Vainqueur de la Coupe du pays de Galles 2021-2022                                  | Cardiff City                   |
| Vainqueur de la Coupe de la Ligue du pays de Galles féminine 2021-2022             | Cardiff Met                    |
| Qualifications continentales                                                       |                                |
| Ligue des champions féminine de l'UEFA 2022-2023                                   | Swansea City Ladies            |
| Promotions et relégations                                                          |                                |
| Promus en Championnat du pays de Galles féminin de football                        |                                |
| Relégués en Championnat du pays de Galles féminin de football de deuxième division |                                |